# Nudelman-Richtěr NR-23

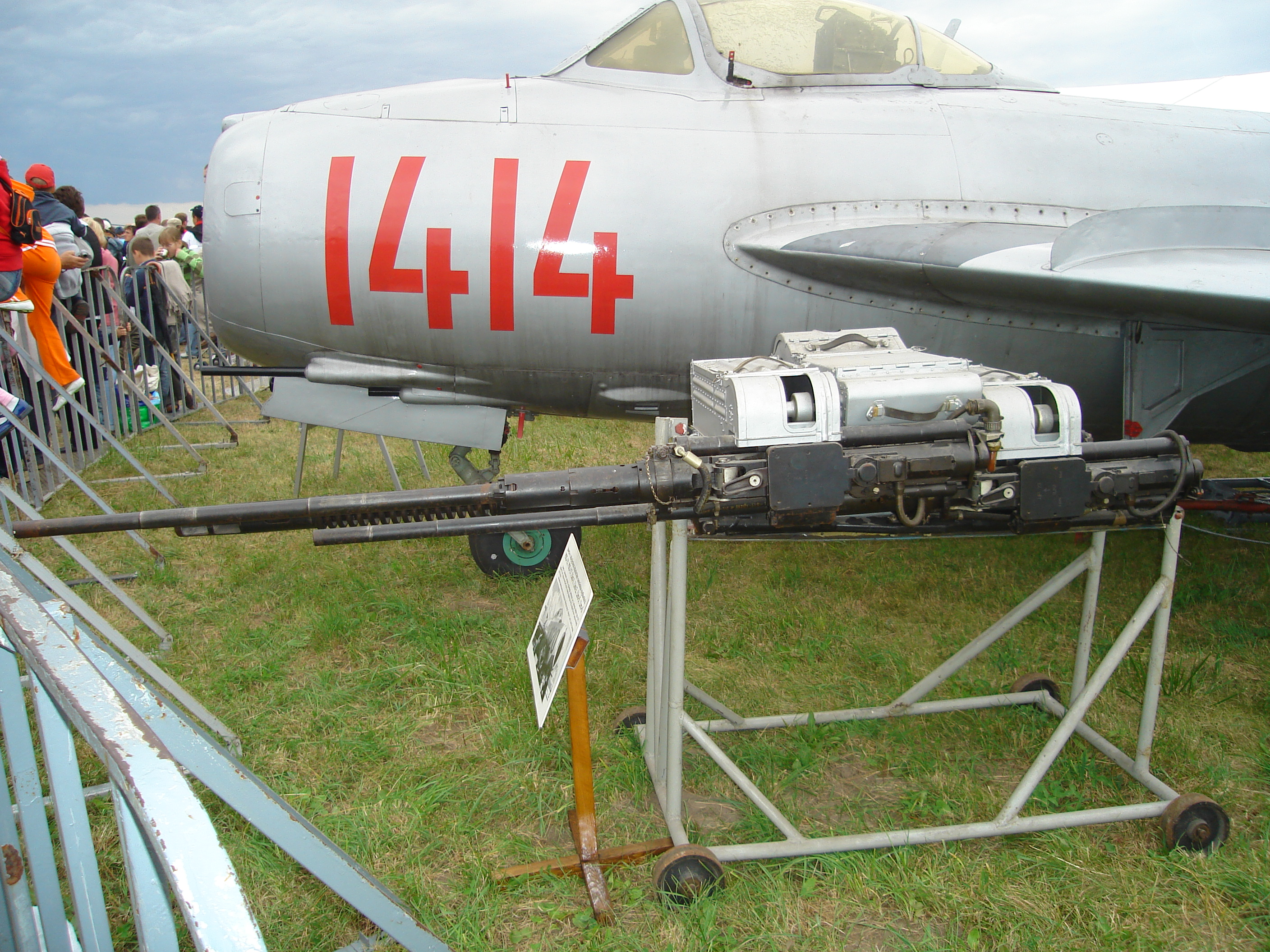
Dvojice 23mm kanónů NR-23 a jeden 37mm kanón N-37 (v zákrytu) ve společné lafetaci pro stíhačku MiG-17

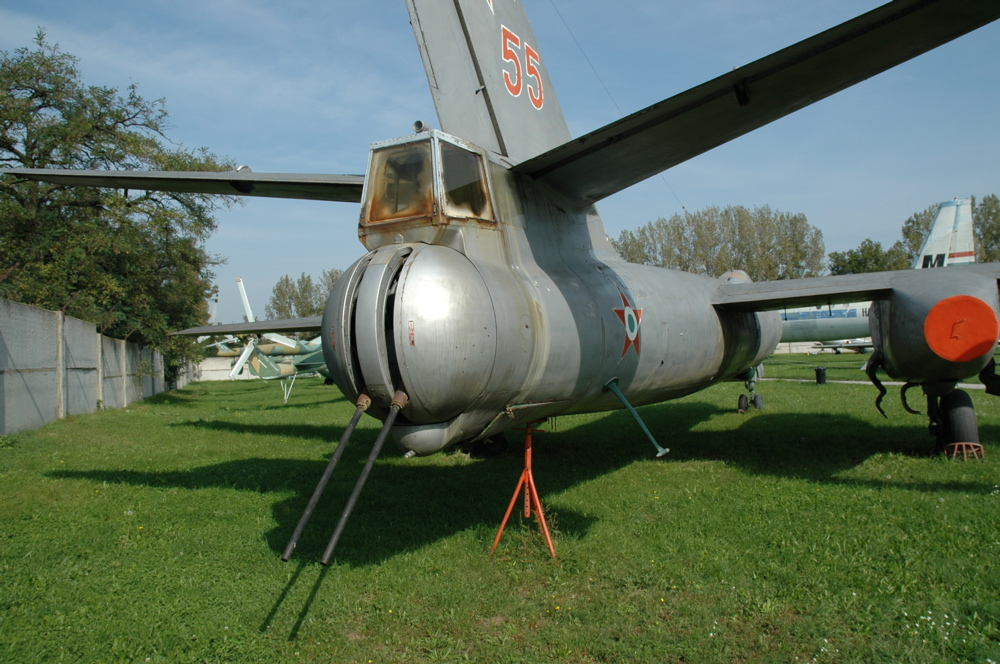
NR-23 v zadní střelecké věži na bombardéru Iljušin Il-28

Nudeľman-Richtěr NR-23 (rusky Нудельман-Рихтер НР–23) je letecký kanón sovětské výroby, který se používal ve vojenských letounech sovětského svazu a dalších zemí Varšavské smlouvy. Byl navržen Alexandrem Nudelmanem a Aronem Richtěrem jako náhrada za kanón Nudelman-Suranov NS-23 a Volkov-Jarcev VJa-23, používán od roku 1949.
NR-23 je jednohlavňový automatický kanón ráže 23 mm. Byl podobný typu NS-23, ale mechanická vylepšení umožnila zvýšení kadence o více než 50 %. Teoretická kadence střelby byla 850 ran za minutu, ale během testů USAF na ukořistěných zbraních se dosáhlo jen 650 ran za minutu. Hmotnost zbraně je 39 kg a celková délka dosahuje 1 980 mm. Úsťová rychlost 200 gramové střely je 690 m/s.
Kanón NR-23 později nahradila verze AM-23, která měla vyšší kadenci střelby (1200 - 1300 ran za minutu).
ČLR vyrábí kopie obou kanónů jako Norinco Typ 23-1 (NR-23) a Norinco Typ 23-2 (AM-23)

## Použití
Kanón NR-23 se používal na stíhačkách jako MiG-15, Lavočkin La-15, MiG-17 a některých MiG-19. Také byl použit jako obranná zbraň na letounech Antonov An-12, Iljušin Il-28, Mjasiščev M-4, Tupolev Tu-14, Tupolev Tu-16, Tupolev Tu-22 či Tupolev Tu-95.
Po zastavení výroby v polovině 60. let ho nahradil kanón Grjazev-Šipunov GŠ-23L.
Mechanismus NR-23 byl použit i při návrhu a výrobě účinnější verze NR-30 ráže 30 mm, která byla použita na MiGu-19 a některých MiG-21.
Dále byl také použit na ruských vesmírných stanicích Almaz.